# Ko Eun-jung
Ko Eun-jung (koreanisch 고은정; * 5. Juni 1996 im Landkreis Muju, Provinz Jeollabuk-do) ist eine südkoreanische Biathletin. Sie nahm an den Olympischen Spielen 2018 teil.

## Sportliche Laufbahn
Ko Eun-jungs Karriere begann bei den Sommerbiathlon-Weltmeisterschaften 2014, wo sie sich in den Juniorenrennen bei jeweils gut 30 Athleten im Hinterfeld klassierte. Die Leistungen in den Folgejahren waren zunächst vielversprechend, bei der Junioren-EM erzielte die Südkoreanerin Top-30-Ergebnisse, bei ihrem Debütrennen im IBU-Cup wenig später lief sie im Sprint von Osrblie auf den 20. Rang, was bis heute ihr bestes Resultat auf dieser Ebene darstellt. Daraufhin bestritt Ko die Juniorenweltmeisterschaften, wo sie sich in Einzel und Sprint unter den besten zehn platzierte. Ihr Debüt auf der höchsten Rennebene gab sie wenig später im Alter von 18 Jahren bei den Weltmeisterschaften 2015 und bestritt den Sprint sowie Frauen- und Mixedstaffel. Seit der Saison 2015/16 startet die Südkoreanerin im Weltcup, ungefähr im selben Anteil aber auch weiterhin im IBU-Cup, wo sie sporadisch Ranglistenpunkte sammeln konnte. Im März 2016 erzielte sie mit Rang 72 in Chanty-Mansijsk ihr bestes Weltcupresultat, die Frauenstaffel komplettierte sie in fast allen Wettkämpfen. Trotz wenig überzeugender Ergebnisse wurde Ko schließlich für die Olympischen Spiele 2018 in ihrem Heimatland nominiert und wurde 82. des Sprints sowie 18. mit Anna Frolina, Jekaterina Awwakumowa und Mun Ji-hee im Staffelrennen. In den Wintern 2018/19 bis 2020/21 fiel die Laufleistung der Südkoreanerin extrem ab, sodass sie trotz fehlerarmer oder -freier Rennen nicht ansatzweise an ihre Bestleistungen herankam. Deshalb wurde sie auch nicht für die Olympischen Spiele 2022 nominiert, nur Jekaterina Awwakumowa repräsentierte das ostasiatische Land. Zum Winter 2022/23 steigerte Ko ihre Leistungen wieder, erzielte im IBU-Cup zwei Top-30-Ergebnisse und erlief nach dem 60. Rang im Sprint von Antholz erstmals den Startplatz in einem Verfolgungsrennen im Weltcup, welches sie nach Überrundung nach dem letzten Schießen allerdings nicht beenden konnte. Als 64. des Einzels erzielte sie bei den Weltmeisterschaften zudem ihr bestes WM-Ergebnis.
Auf Weltcupebene kamen in den nächsten beiden Jahren keine nennenswerten Erfolge hinzu, bei den Asienspielen 2025 gewann sie mit der Staffel die Silbermedaille.

## Statistiken

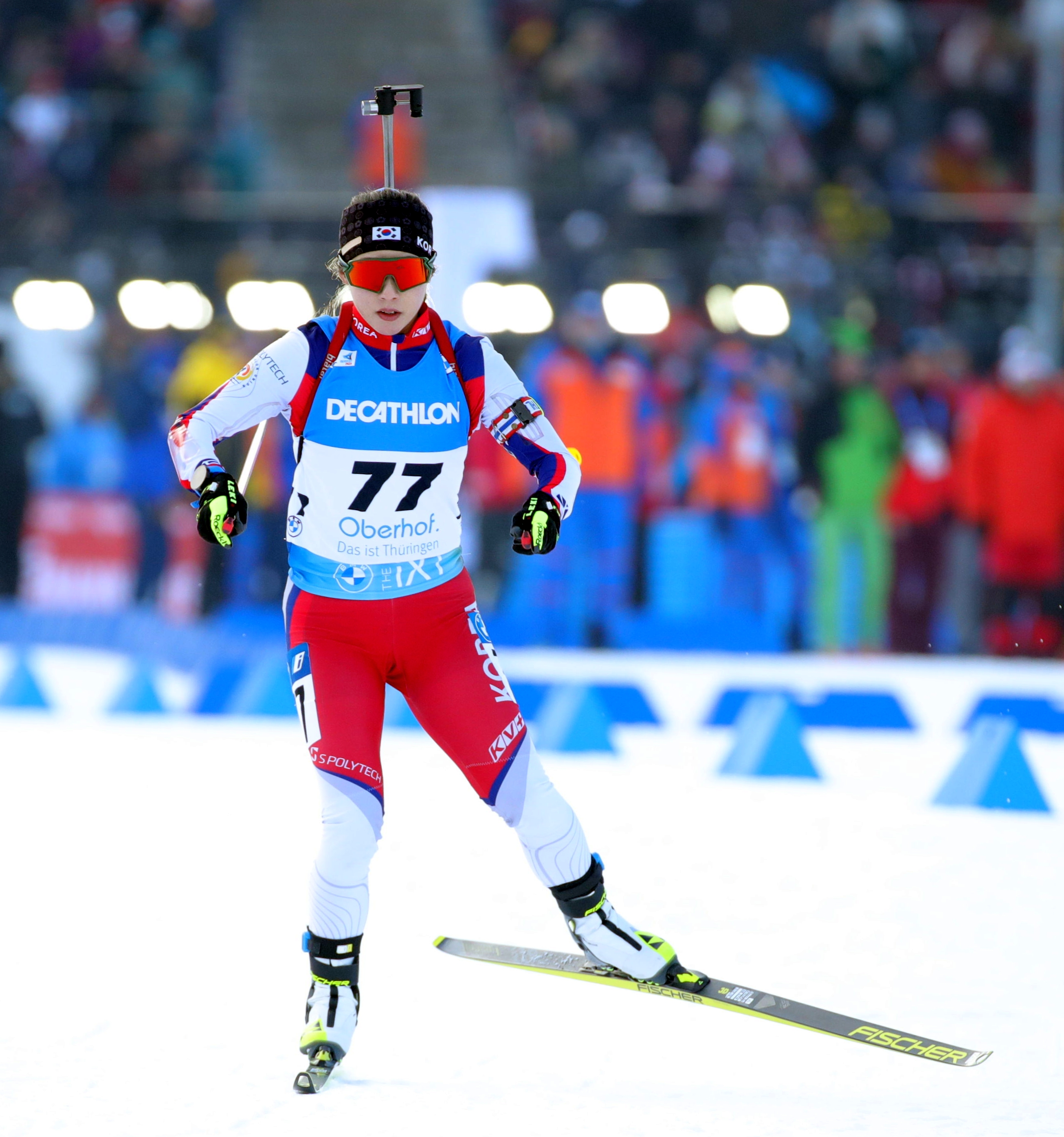
Ko während des WM-Sprints 2023

### Weltcupplatzierungen
Die Tabelle zeigt alle Platzierungen (je nach Austragungsjahr einschließlich Olympische Spiele und Weltmeisterschaften).
- 1.–3. Platz: Anzahl der Podiumsplatzierungen
- Top 10: Anzahl der Platzierungen unter den ersten zehn (einschließlich Podium)
- Punkteränge: Anzahl der Platzierungen innerhalb der Punkteränge (einschließlich Podium und Top 10)
- Starts: Anzahl gelaufener Rennen in der jeweiligen Disziplin
- Staffel: inklusive Mixed- und Single-Mixed-Staffeln

| Platzierung               | Einzel | Sprint | Verfolgung | Massenstart | Staffel | Gesamt |
| ------------------------- | ------ | ------ | ---------- | ----------- | ------- | ------ |
| 1. Platz                  |        |        |            |             |         |        |
| 2. Platz                  |        |        |            |             |         |        |
| 3. Platz                  |        |        |            |             |         |        |
| Top 10                    |        |        |            |             |         |        |
| Punkteränge               |        |        |            |             | 41      | 41     |
| Starts                    | 13     | 44     | 1          |             | 42      | 100    |
| Stand: Saisonende 2024/25 |        |        |            |             |         |        |

### Olympische Winterspiele
Ergebnisse bei Olympischen Winterspielen:
|                                             | Einzelwettbewerbe | Einzelwettbewerbe | Einzelwettbewerbe | Einzelwettbewerbe | Staffelwettbewerbe | Staffelwettbewerbe |
| Einzel                                      | Sprint            | Verfolgung        | Massenstart       | Damenstaffel      | Mixedstaffel       |                    |
| ------------------------------------------- | ----------------- | ----------------- | ----------------- | ----------------- | ------------------ | ------------------ |
| Olympische Winterspiele 2018 \| Pyeongchang | –                 | 78.               | –                 | –                 | 18.                | –                  |

### Biathlon-Weltmeisterschaften
Ergebnisse bei den Weltmeisterschaften:
| Weltmeisterschaften | Weltmeisterschaften | Einzelwettbewerbe | Einzelwettbewerbe | Einzelwettbewerbe | Einzelwettbewerbe | Staffelwettbewerbe | Staffelwettbewerbe | Staffelwettbewerbe  |
| Jahr                | Ort                 | Einzel            | Sprint            | Verfolgung        | Massenstart       | Damenstaffel       | Mixedstaffel       | S.-M.-Staffel       |
| ------------------- | ------------------- | ----------------- | ----------------- | ----------------- | ----------------- | ------------------ | ------------------ | ------------------- |
| 2015                | Kontiolahti         | –                 | 100.              | –                 | –                 | 24.                | 26.                | nicht aus- getragen |
| 2016                | Oslo                | –                 | 92.               | –                 | –                 | 22.                | 24.                | nicht aus- getragen |
| 2017                | Hochfilzen          | –                 | –                 | –                 | –                 | 18.                | –                  | nicht aus- getragen |
| 2019                | Östersund           | 77.               | 89.               | –                 | –                 | 21.                | 20.                | –                   |
| 2020                | Antholz             | –                 | 89.               | –                 | –                 | 22.                | –                  | –                   |
| 2023                | Oberhof             | 64.               | 90.               | –                 | –                 | –                  | 21.                | –                   |
| 2024                | Nové Město          | 79.               | 92.               | –                 | –                 | 19.                | 25.                | –                   |

### Jugendweltmeisterschaften
Ergebnisse bei den Jugendweltmeisterschaften:
| Weltmeisterschaften | Weltmeisterschaften | Einzelwettbewerbe | Einzelwettbewerbe | Einzelwettbewerbe | Damenstaffel |
| Jahr                | Ort                 | Einzel            | Sprint            | Verfolgung        | Damenstaffel |
| ------------------- | ------------------- | ----------------- | ----------------- | ----------------- | ------------ |
| 2015                | Minsk               | 9.                | 8.                | 20.               | –            |